# ハウゼン・バイ・ヴュルツブルク
ハウゼン・バイ・ヴュルツブルク (ドイツ語: Hausen by Würzburg、公式表記は Hausen b.Würzburg) はドイツ連邦共和国バイエルン州ウンターフランケン地方のヴュルツブルク郡の町村（以下、本項では便宜上「町」と記述する）である。

## 地理
ハウゼンは、グラムシャッツの森の縁に位置し、ヴュルツブルク開発計画地域に含まれる。

### 自治体の構成
この町は、公式には7つの地区 (Ort) からなる。このうち小集落や孤立農場などを除く集落を以下に列記する。
- エルプスハウゼン
- ハウゼン
- リーデン
- ズルツヴィーゼン

## 歴史
ハウゼンは、ヴュルツブルク司教領の一部として1803年にまずバイエルン大公領に世俗化された。その後1805年のプレスブルクの和約に基づいてトスカーナ大公フェルディナンド3世によって創設されたヴュルツブルク大公国領に移されたが、1814年に最終的にバイエルン王国領となった。1818年に自治体としてのハウゼンが成立した。1978年の市町村再編によりエルプスハウゼン＝ズルツヴィーゼンとリーデンが合併し、新しい統一自治体としてのハウゼンが成立した。

### 人口推移
- 1970年 1,754人
- 1987年 1,954人
- 2000年 2,290人

## 行政
町長はベルント・シュラウト (CSU) である。
町議会は14議席からなる。

## 見所
フェールブリュック巡礼教会: 1685年から1697年にバロックの建築家アントニオ・ペトリーニによって建造された。

## 経済と社会資本

### 教育
- 基礎課程学校
- 本課程学校

## 引用
1. ↑  https://www.statistikdaten.bayern.de/genesis/online?operation=result&code=12411-003r&leerzeilen=false&language=de Genesis-Online-Datenbank des Bayerischen Landesamtes für Statistik Tabelle 12411-003r Fortschreibung des Bevölkerungsstandes: Gemeinden, Stichtag (Einwohnerzahlen auf Grundlage des Zensus 2011)
2. ↑  Bayerische Landesbibliothek Online